# 固新洞阳观
固新洞阳观，位于中国河北省邯郸市固新村，为邯郸市涉县的一个省级文物保护单位，类型为古建筑，公布时间为1993年7月15日。
固新洞阳观的历史年代为明代。